# Flacey, Eure-et-Loir
Flacey är en kommun i departementet Eure-et-Loir i regionen Centre-Val de Loire strax norr om centrala Frankrike. Kommunen ligger i kantonen Bonneval som tillhör arrondissementet Châteaudun. År 2022 hade Flacey 212 invånare.

## Befolkningsutveckling
Antalet invånare i kommunen Flacey
Referens:INSEE